# Caturrita
Caturrita (Pronunciación portuguesa: [kat'uRi'ta], ‘cotorra monje’) es un barrio del distrito de Sede, en el municipio de Santa Maria, en el estado brasileño de Río Grande del Sur. Está situado en el norte de Santa Maria.

## Villas
El barrio contiene las siguientes villas: Caturrita, Vila Bela União, Vila Jordânia, Vila Negrine, Vila Nossa Senhora da Conceição, Vila Portão Branco, Vila Santa Rita, Vila São José.
| Noroeste: Santo Antão                    | Norte: Santo Antão                      | Nordeste: Santo Antão Chácara das Flores  |
| Oeste: Agroindustrial                    |                                         | Este: Chácara das Flores Salgado Filho    |
| Suroeste: Nova Santa Marta Passo d'Areia | Sur: Passo d'Areia / Divina Providência | Sureste: Salgado Filho Divina Providência |